# Andre Horton
Andre Horton (Anchorage, 4 ottobre 1979) è un ex sciatore alpino statunitense.

## Biografia
Fratello di Suki, a sua volta sciatrice alpina, e attivo in gare FIS dal gennaio del 1995, in Nor-Am Cup Horton esordì il 23 febbraio 1998 a Sugarloaf in supergigante, senza completare la gara, e ottenne due podi, entrambi secondi posti nella medesima specialità: il 6 marzo 2000 a Whistler e il 27 febbraio 2004 a Big Mountain. Prese per l'ultima volta nel circuito il via il giorno successivo nelle medesime località e specialità (16º) e si ritirò al termine di quella stessa stagione 2003-2004; la sua ultima gara fu lo slalom gigante dei Campionati statunitensi 2004, disputato il 22 marzo ad Alyeska e non completato da Horton. In carriera non debuttò in Coppa del Mondo né prese parte a rassegne olimpiche o iridate.

## Palmarès

### Nor-Am Cup
- Miglior piazzamento in classifica generale: 19º nel 2000
- 2 podi:
  - 2 secondi posti